# Discyphus
Discyphus là một chi thực vật có hoa trong họ, Orchidaceae.